# Badimia polillensis
Badimia polillensis är en lavart som först beskrevs av Vain., och fick sitt nu gällande namn av Vezda 1986. Badimia polillensis ingår i släktet Badimia och familjen Ectolechiaceae.   Inga underarter finns listade i Catalogue of Life.